# Victor Berco
Victor Berco (ur. 20 kwietnia 1979 w Bielcach) – mołdawski piłkarz występujący na pozycji pomocnika.

## Kariera klubowa
Berco karierę rozpoczynał w 1995 roku w Olimpii Bielce, grającej w pierwszej lidze mołdawskiej. W 1998 roku odszedł do Zimbru Kiszyniów, jednak jeszcze w tym samym roku został zawodnikiem austriackiego Sturmu Graz. W Bundeslidze zadebiutował 8 listopada 1998 w wygranym 5:0 meczu z Grazerem AK. W Sturmie grał do końca sezonu 1998/1999, a następnie wrócił do Zimbru. W 2000 roku zdobył z nim mistrzostwo Mołdawii.
W 2002 roku Berco przeszedł do rosyjskiego Szynnika Jarosław. W Priemjer-Lidze zadebiutował 9 lipca 2002 w wygranym 6:0 pojedynku z Anży Machaczkała, w którym strzelił też gola. Graczem Szynnika był przez dwa sezony, a w 2004 roku odszedł do drugoligowego klubu FK Orzeł. Tam również występował przez dwa sezony.
W 2006 roku Berco przeniósł się do kazachskiego klubu FK Ałmaty. W tym samym roku zdobył z nim Puchar Kazachstanu. W 2008 roku wrócił do Rosji,
gdzie został zawodnikiem drugoligowej Wołgi Uljanowsk. Po sezonie 2008 odszedł stamtąd do kazachskiego Kajsaru Kyzyłorda. W 2009 roku wrócił do Mołdawii, gdzie grał w Olimpii Bielce, Zimbru Kiszyniów oraz w Milsami Orgiejów, z którym w 2012 roku wywalczył Puchar Mołdawii. Po tym sukcesie, zakończył karierę.

## Kariera reprezentacyjna
W reprezentacji Mołdawii Berco zadebiutował 28 marca 2001 w przegranym 0:2 meczu eliminacji Mistrzostw Świata 2002 ze Szwecją. W latach 2001–2007 w drużynie narodowej rozegrał 15 spotkań.